# サウジ・イエメン戦争
サウジ・イエメン戦争（アラビア語: الحرب السعودية اليمنية）は、1934年にサウジアラビアとイエメン王国の間で発生した戦争である。

## オスマン帝国滅亡～アシール戦争
1922年、オスマン帝国が滅亡した。
当時イブン・サウードはナジュドの王であった。
1923年、アシール首長国のイドリッシ王は、ナジュドとヒジャーズ王国、イエメン王国の間で独立を辛うじて保っていた。
アシール南部はイエメンとの係争地域だった。
アシール首長国の領域は独立後10年で変化していた。
1925年、サウード王はハーシム家からヒジャーズ王国を獲得した。
1926年、サウード王はナジュド王国にヒジャーズ王国を併合し、ナジュド及びヒジャーズ王国を建国した。
アシールの王がサウード王の家臣に降った。
1930年、アシール首長国はナジュド及びヒジャーズ王国に併合された。
サウード王は大イエメン(現在のイエメン+アル・バハー・アシール・ジーザーン・ナジュラーン)を圧迫し始めた。
ジーザーンはイエメンの北の紅海沿岸地域、アシールとアル・バハーはイエメンの北の山岳地帯、ナジュラーンはイエメン北東の内陸地域である。
アシールとジーザーンは1920年代にはアシール首長国の領土だった。
ジーザーンとアブ・アリシュを統治するイドリッシ藩王がサウード王への忠誠を取り消してイエメンに避難し、イエメン王であるヤフヤ・ムハンマド・ハミド・エド・ディンに加わった事で、ナジュド及びヒジャーズ王国とイエメン王国の間にアシール紛争が発生した。
1931年12月に停戦条約が結ばれたが、すぐに破綻した。
1932年、サウード王はナジュド及びヒジャーズ王国を廃し、サウジアラビア王国を建国した。
当時、殆どの国境は未画定だった。
サウード王は「現代のソロモン」、「砂漠のクロムウェル」、「アラビアのナポレオン」、「アラビアのビスマルク」と呼ばれた。
この時点で、サウード王はイエメンとイギリスの保護領(オマーン・クウェート・バーレーン・アデン等)を除く殆ど全てのアラビアを支配していた。
1933年11月、イエメン王国がナジュラーンを獲得した。
ヤフヤ王はイドリッシ王に兵を与え、アシールに帰還させた。

## サヌア条約
1934年2月、戦争が再開すると、イエメン政府とイギリス領アデンの代表が友好条約を締結した。
この条約ではイエメンとアデンの国境が画定され、イギリスはイエメンの独立を40年間保障する事が決まった。
これを受けて、イエメンはアデンへの攻撃を中止した。
イギリスは同時にサウジとも友好条約を締結していた
。

## 開戦
1934年3月、サウード王は皇太子(後のサウード1世)に、「イエメン王国が包囲しているティハーマを奪い返す」よう命じた。
ティハーマはジッダの南の紅海東岸地域で、ヒジャーズ・アシール・イエメンの境界だった。
「サウード王は合意を得る為にあらゆる外交手段を用いたが、イエメン王国のイマームは住民を抑圧し、降伏しない者を「根絶」する事に固執している」と公式声明が出された。
5月、サウジ軍は沿岸地域に進軍し、フダイダを占領した。
サウジの部族がフダイダのインド洋貿易を脅かしたが、イギリス海兵がそれを排除し秩序を維持した。
イエメンの首都のサヌアでは食糧不足の為社会不安が起きた。
ヤフヤ王は息子が逃亡した際に、王子が殺害されたという噂を否定した。
両国がアシールの支配を望んでいた。
ヤフヤ王はエジプトのフアード1世に介入を求めた。
イギリスのスループのペンザンス号で、フダイダに住むイギリス人やインド人、300人の外国人を安全の為にカマラン島に避難させた。
5月6日、3隻のイタリアの軍艦が、イタリアの権益を守る為にフダイダに派遣された。
フダイダ占領後、サウジ軍は首都サヌアに向けて進軍した。
この地域に駐留するイギリス軍もイタリア軍も介入するつもりは無かった。
サウジ軍の装備は戦車を含むより優れたものだったが、装甲車や戦車にとって山岳地帯は戦いにくく、イエメン軍は山岳戦の経験が豊富だった。
傍観者であるイギリスは、戦闘が始まってもどちらが勝つか予測出来なかった。
サウード王はヤフヤ王に対し、「1.ヤフヤ王の退位、2.国境地帯の5年間の支配、3.旧アシール王のイエメンからの退去」を要求した。
5月10日までは、
「サヌアは混乱している。」
「イエメン軍はフダイダから撤退したが、ナジュラーンを獲得した。」
「ヤフヤ王がサウジの首都のリヤドに20万の兵で進軍すると宣言した。」等の情報が錯綜した。

## ターイフ条約
5月12日、停戦交渉が始まった。
サウード王はヤフヤ王の退位という要求は取り下げたが、最低20年の停戦を要求した。
ヤフヤ王は平和を望んだが、息子であるアフマド・ビン・ヤフヤ皇太子が継戦を望んだと報じられた。
サウード王はイエメンを征服するつもりは無いと主張した。
5月26日、緊張状態は続き、戦闘が再開されかけた。
6月14日、サウード王とヤフヤ王が20年の停戦を保証する条約（ターイフ条約）を締結した。サウジ軍はフダイダを含むイエメン沿岸部から撤退したが、その他の係争地域はサウジに併合された。